# Bobadela (Boticas)
Bobadela ist ein Ort und eine ehemalige Gemeinde (Freguesia) im portugiesischen Kreis Boticas. Die Gemeinde hatte 330 Einwohner (Stand 30. Juni 2011).
Am 29. September 2013 wurden die Gemeinden Bobadela und Ardãos zur neuen Gemeinde Ardãos e Bobadela zusammengeschlossen. Bobadela ist Sitz dieser neu gebildeten Gemeinde.